# Dragvoll
Dragvoll er et område i bydelen Lerkendal sydøst i Trondheim, beliggende mellem Stokkanhaugen mod øst, Lohove mod vest, Steinan mod syd og Granåslia mod nord. Området er i nyere tid især kendt for sit universitetsområde tilknyttet NTNU.

## Historie
Dragvoll gård tilhørte i middelalderen ærkebispen og domkapitlet. Den gik tidligere under navnene Draghaull (1519), Dragouldt (1570), Drauold (1621) og Dragwoll (1667), før den fik sit nuværende navn i 1667. Første del af navnet stammer sandsynligvis fra bækken (Stokkbekken) i nærheden af gården, og sidste del fra ordet voll (eng/højdedrag). De tidligste optegnelser nævner både kongen og præsten ved Vår Frue kirke som medejere, hver af en halvdel. Den første kendte gårdbruger var Joon Draguol og hans kone Ingeborg i 1645. Gården blev privatiseret mellem 1661 og 1683, hvor arveretten for Kaspar Widthagen blev registreret i sidstnævnte år. I 1701 overgik gården til pastor Wilhelm Sebastian With i Trondheim, som stod som ejer, men ikke selv drev gården.
Melcher Brødicher købte gården i 1727, og den gik herefter videre til en række forskellige ejere: Anche Bennickmand, Fredrich Fabich, Charles Omilus Lutzow og Morten Simonsen Hoff. Sidstnævnte solgte Dragvoll til Fredrik Christian von Krabbe i 1774, som to år senere solgte den videre til Johanna Nikolava Ulfers. Hun beholdt gården, indtil den overgik til Reiner Ulfers. I 1839 gik ejerskabet videre til M. Spechman, derefter Engelbright Thun i 1850, Gustav Olsen i 1870, Jacob Høe i 1876 og til Arnt Clemmetsen Grendahl i 1881. Ved denne sidste overdragelse var en stor del af gårdsbruget allerede udstykket, og det der var tilbage bestod af 35 hektar dyrkbar jord samt skov og eng.
Den nuværende hovedbygning på Dragvoll gård blev opført som et trønderlån omkring år 1800. Laden blev bygget omkring 1848, og den står delvist på en ældre grundmur, som muligvis stammer fra middelalderen. Stalden er nyere og blev opført i 1938. I 1981 brød en ungdomsgruppe ind i laden og tændte bål, hvilket førte til, at bygningen brændte ned. En uge senere blev resterne af laden og grundmuren revet ned – nedrivningen af grundmuren skete i strid med bevaringsreglerne.
Selve gården og det omkringliggende område blev opkøbt af staten i 1964 med henblik på opførelse af bygninger til det kommende Universitetet i Trondheim. En bekymring i denne sammenhæng var at finde et område, som kunne tillade fremtidige udvidelser. Norges tekniske høgskole var på det tidspunkt den største uddannelsesinstitution i Trondheim og vurderede, at den havde brug for ca. 250 dekar for at kunne udvide ved Gløshaugen i løbet af det kommende årti. Dragvoll blev til sidst valgt, fordi området lå landligt, havde tilstrækkeligt areal til fremtidig udbygning og plads til anden infrastruktur såsom grønne områder, parkeringspladser, idrætsanlæg og studieboliger. Planerne om et universitet i Trondheim og udbygning af Dragvoll blev vedtaget i Stortinget i 1968. Den danske arkitekt Henning Larsen stod bag vinderforslaget, og universitetet åbnede i 1978. NTNU Dragvoll blev udvidet i begyndelsen af 2000’erne og senest i 2007.